# 訃報 1985年2月
訃報 1985年2月（ふほう 1985ねん2がつ）では、1985年（昭和60年）2月中に物故した、又は物故が報じられた人物についてまとめる。

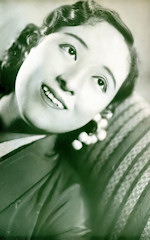
瀧花久子 / 2月12日没

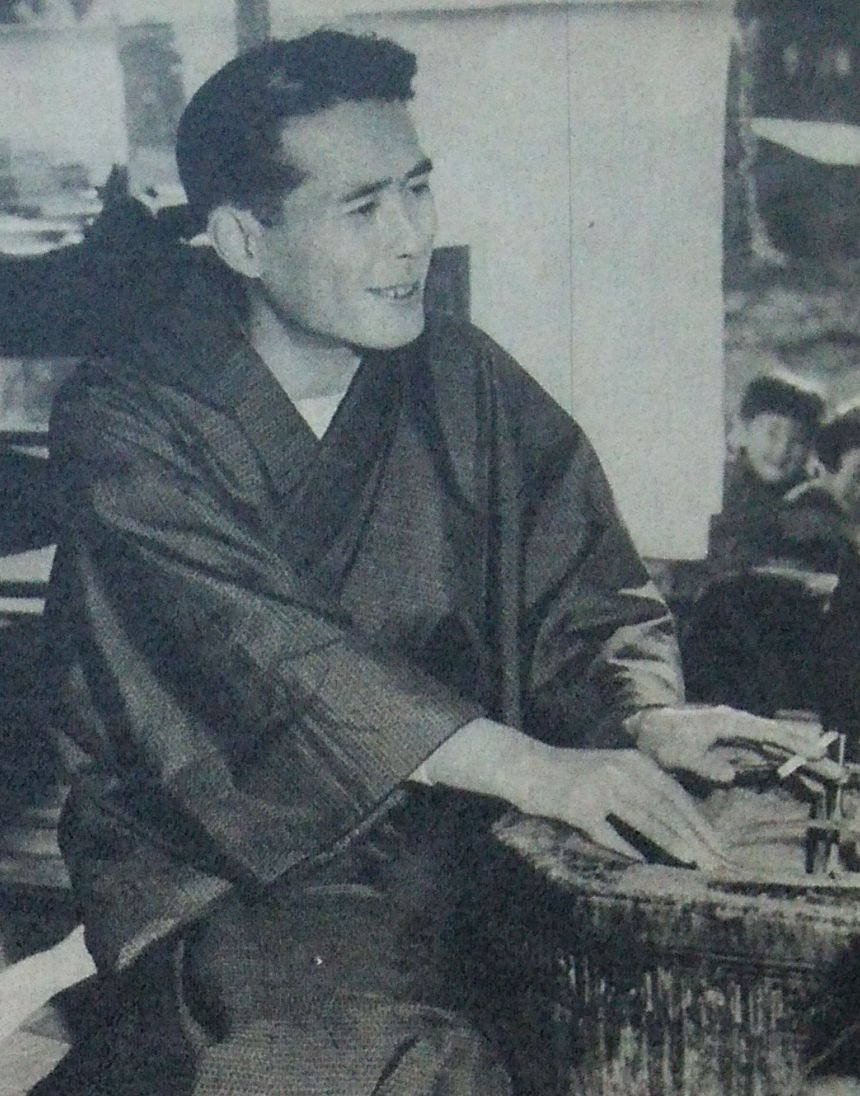
国分一太郎 / 2月12日没

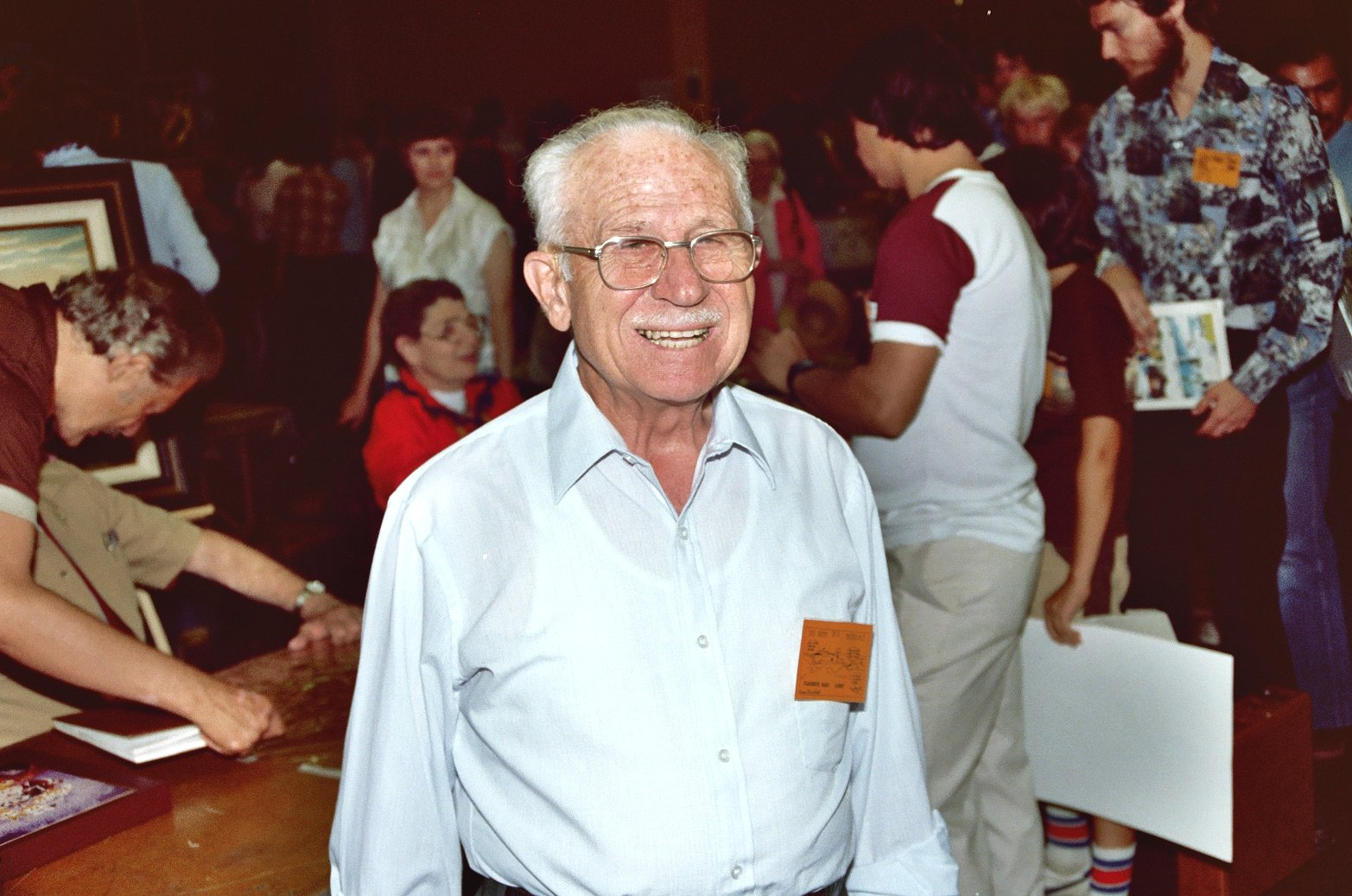
クラレンス・ナッシュ / 2月20日没

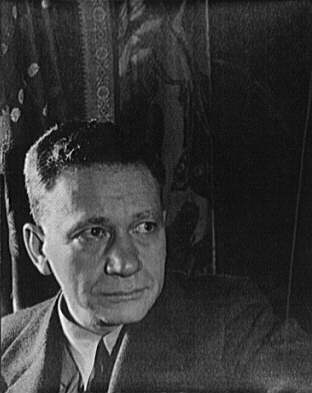
エフレム・ジンバリスト / 2月22日没

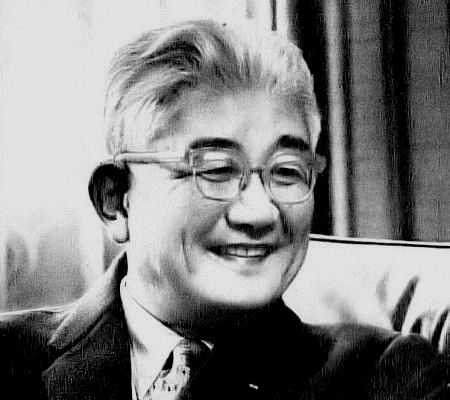
藤山愛一郎 / 2月22日没

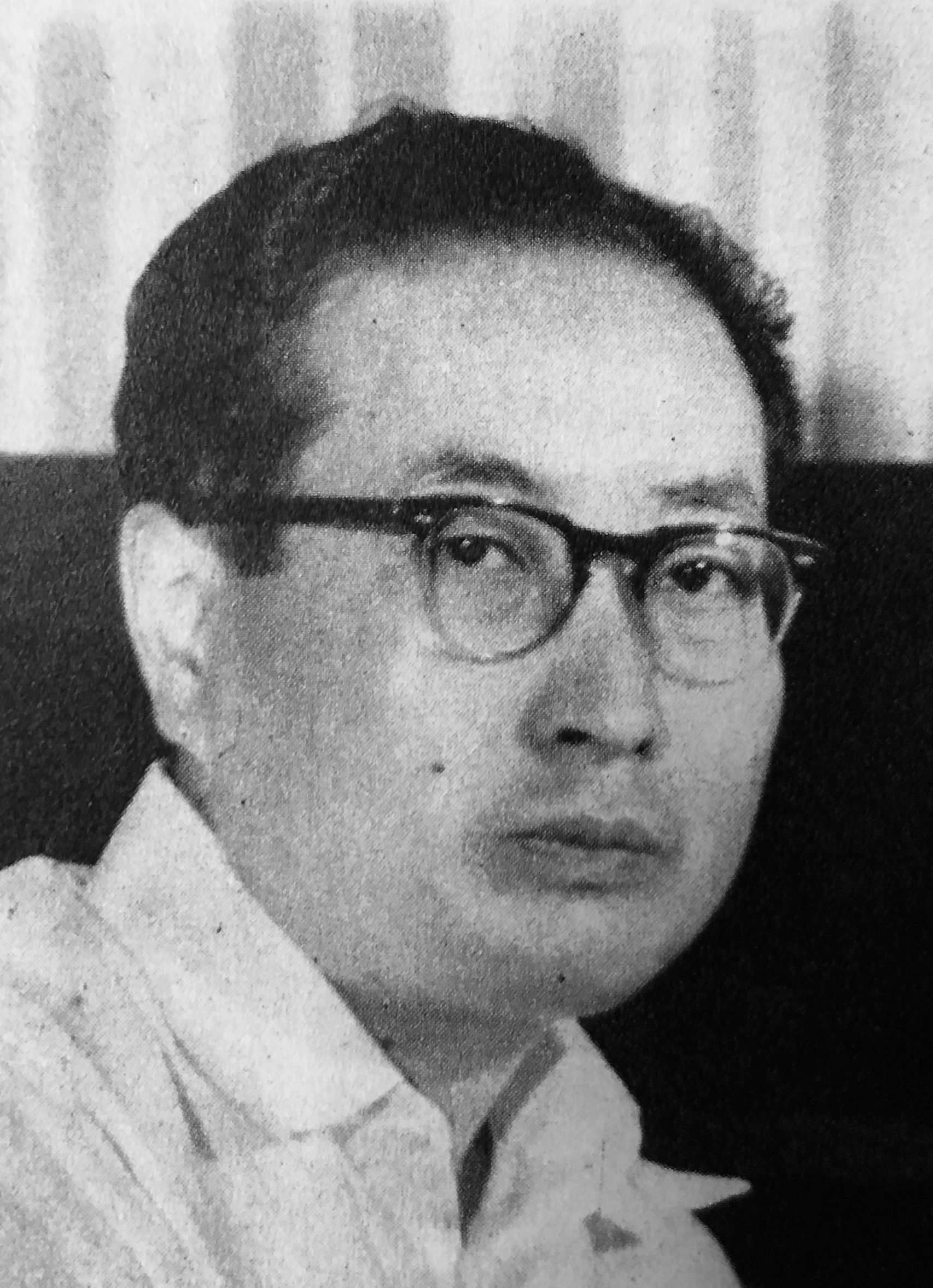
米山正夫 / 2月22日没

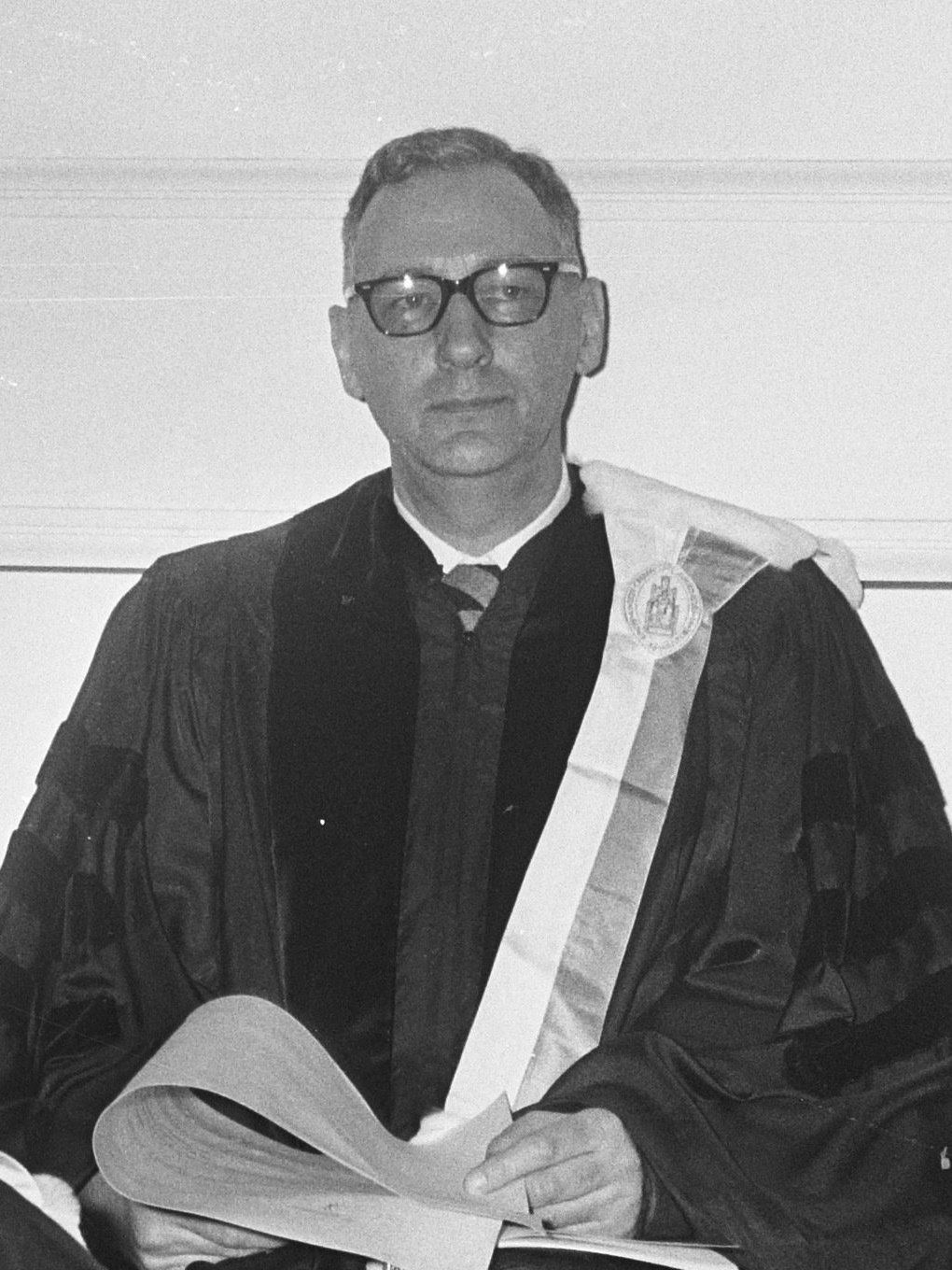
チャリング・クープマンス / 2月26日没

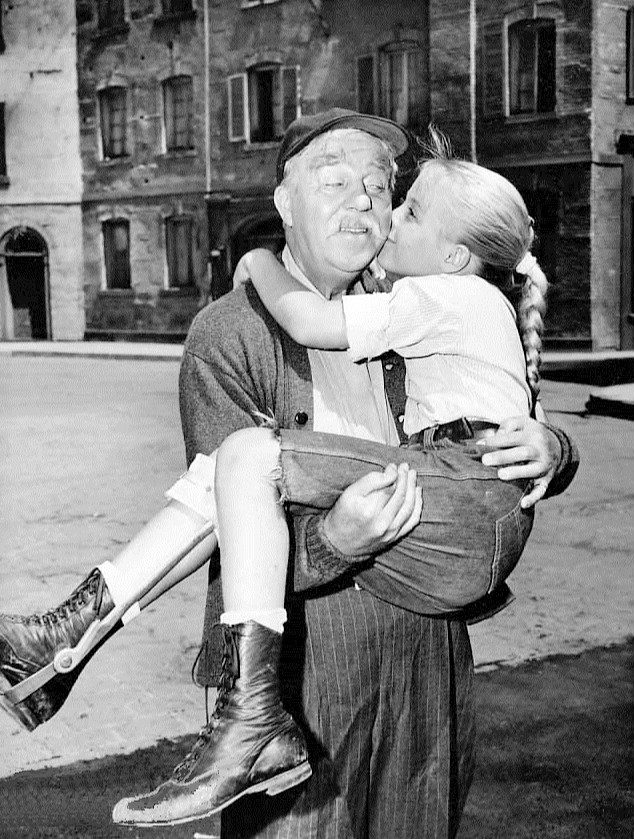
J・パット・オマリー / 2月27日没

## （1日 - 14日）
- 2月8日 - ウィリアム・ライオンズ、ジャガー創業者（* 1901年）
- 2月12日 - ジョルジュ・ゴーチ、フィギュアスケート選手（* 1904年）
- 2月12日 - 瀧花久子、女優（* 1906年）
- 2月12日 - 国分一太郎、児童文学者（* 1911年）

## （15日 - 28日）
- 2月20日 - 中野好夫、英文学者・評論家（* 1903年）
- 2月20日 - クラレンス・ナッシュ、声優（* 1904年）
- 2月22日 - エフレム・ジンバリスト、ヴァイオリニスト（* 1889年）
- 2月22日 - 藤山愛一郎、政治家・実業家（* 1897年）
- 2月22日 - 米山正夫、作曲家（* 1912年）
- 2月24日 - 有元利夫、画家（* 1946年）
- 2月26日 - 藤堂明保、中国語学者（* 1915年）
- 2月26日 - ジョージ・ウール、メジャーリーガー（* 1898年）
- 2月26日 - チャリング・クープマンス、経済学者（* 1910年）
- 2月27日 - J・パット・オマリー、俳優・声優・歌手（* 1904年）